# Waigeo (langue)
Le waigeo (ou ambel, amber, amberi, waigiu) est une langue malayo-polynésienne du groupe des langues raja ampat parlée par 300 personnes en Indonésie en 1978.

## Localisation
Le waigeo est parlé dans les villages de Warsanbin, Selegop, Waifoi, Go, Kabilol, Kabare et Nyandesawai du sous-district de Waigeo Selatan, dans le centre-nord de l'île de Waigeo, dans la province de Nouvelle-Guinée occidentale.